# العامودية (إدلب)
العامودية قرية سورية تتبع ناحية حيش في منطقة معرة النعمان في محافظة إدلب. بلغ عدد سكانها 3515 نسمة في عام 2004 حسب إحصاء المكتب المركزي للإحصاء.